# Guillaume de Brunswick-Grubenhagen
Guillaume (vers 1298 – 1360) est duc de Brunswick-Lunebourg et prince de Grubenhagen de 1322 à sa mort.
Troisième fils du duc Henri Ier le Merveilleux et d'Agnès de Meissen, il succède à son père conjointement avec ses frères Henri II le Grec et Ernest Ier en 1322. Il s'établit à Herzberg am Harz et meurt sans laisser d'enfant.